# Fastlandskina
Fastlandskina (traditionell kinesiska: 中國大陸; förenklad kinesiska: 中国大陆; Hanyu pinyin: Zhōngguó dàlù; engelska: Mainland China) är ett informellt begrepp inom politik och ekonomi för Folkrepubliken Kina, med undantag för områdena Hongkong och Macao. Begreppet används ofta för att skilja mellan Folkrepubliken Kina respektive dess ekonomiskt mer utvecklade territorier Hongkong och Macau och den de facto självstyrande ön Taiwan (Republiken Kina). En i kinesiska (mandarin) ofta använd synonym till Fastlandskina är 中國內地 (Förenklad kinesiska: 中国内地, kinesiska: 'det kinesiska inlandet', hanyu pinyin: Zhōngguó nèidì).